# Cincinnati Mohawks
Cincinnati Mohawks byl profesionální americký klub ledního hokeje, který sídlil v Cincinnati ve státě Ohio. V letech 1949–1952 působil v profesionální soutěži American Hockey League. Mohawks ve své poslední sezóně v AHL skončily v semifinále play-off. Své domácí zápasy odehrával v hale Cincinnati Gardens s kapacitou 10 208 diváků. Klubové barvy byly červená, bílá a černá.
Založen byl v roce 1949 po přestěhování Washingtonu Lions do Cincinnati. Klub byl během své existence farmami celků NHL. Jmenovitě se jedná o Montreal Canadiens a New York Rangers.

## Úspěchy
- Vítěz Turner Cupu ( 5× )
  - 1952/53, 1953/54, 1954/55, 1955/56, 1956/57

## Umístění v jednotlivých sezonách
Stručný přehled
Zdroj: 
- 1949–1952: American Hockey League (Západní divize)
- 1952–1958: International Hockey League

Jednotlivé ročníky
Zdroj: 
Legenda: Z - zápasy, V - výhry, VP - výhry v prodloužení, R - remízy, P - porážky, PP - porážky v prodloužení, VG - vstřelené góly, OG - obdržené góly, +/- - rozdíl skóre, B - body, fialové podbarvení - reorganizace, změna skupiny či soutěže
| USA / Kanada (1949 – 1958) |                      |        |    |    |    |    |    |    |     |     |      |     |        |            |
| Sezóny                     | Liga                 | Úroveň | Z  | V  | VP | R  | PP | P  | VG  | OG  | +/-  | B   | Pozice | Play-off   |
| 1949/50                    | AHL (Západní divize) | 2      | 70 | 19 | –  | 14 | –  | 37 | 185 | 257 | -72  | 52  | 5.     | –          |
| 1950/51                    | AHL (Západní divize) | 2      | 70 | 28 | –  | 8  | –  | 34 | 203 | 228 | -25  | 64  | 5.     | –          |
| 1951/52                    | AHL (Západní divize) | 2      | 68 | 29 | –  | 6  | –  | 33 | 183 | 228 | -45  | 64  | 3.     | Semifinále |
| 1952/53                    | IHL                  | 2      | 60 | 43 | –  | 4  | –  | 13 | 310 | 152 | +158 | 90  | 1.     | Vítěz IHL  |
| 1953/54                    | IHL                  | 2      | 64 | 47 | –  | 2  | –  | 15 | 325 | 153 | +172 | 96  | 1.     | Vítěz IHL  |
| 1954/55                    | IHL                  | 2      | 60 | 40 | –  | 1  | –  | 19 | 268 | 164 | +104 | 81  | 1.     | Vítěz IHL  |
| 1955/56                    | IHL                  | 2      | 60 | 45 | –  | 2  | –  | 13 | 336 | 159 | +177 | 92  | 1.     | Vítěz IHL  |
| 1956/57                    | IHL                  | 2      | 60 | 50 | –  | 1  | –  | 9  | 113 | 101 | +12  | 101 | 1.     | Vítěz IHL  |
| 1957/58                    | IHL                  | 2      | 64 | 43 | –  | 5  | –  | 16 | 303 | 176 | +127 | 91  | 1.     | Semifinále |